# يفغينيا كاريموفا
يفغينيا كاريموفا هي لاعبة تايكوندو أوزبكستانية، ولدت في 12 يونيو 1989.

## وصلات خارجية
- يفغينيا كاريموفا على موقع TaekwondoData.com (الإنجليزية)
- يفغينيا كاريموفا على موقع أوليمبيديا (الإنجليزية)